# Welara
Vous lisez un « bon article » labellisé en 2013.
Le Welara, contraction de Welsh-arabian (Welsh-arabe, en français), est une race de poneys créée au Royaume-Uni au début des années 1900, à partir de croisements entre des poneys Welsh et des chevaux arabes. Surtout élevée aux États-Unis de nos jours, elle y est réputée comme « The most beautiful pony on the face of the earth », c'est-à-dire « le plus beau poney sur Terre ». Le poney Welsh est déjà connu pour avoir des Arabes parmi ses ancêtres, les caractéristiques de cette race sont encore plus évidentes chez le Welara.
Le stud-book américain est ouvert depuis 1981 aux chevaux issus eux-mêmes de Welara ou d'un croisement entre Arabe et Welsh. Le pourcentage de sang de chaque race ne doit pas être inférieur à 12,5 % ou supérieur à 87,5 %, d'autres races que l'Arabe et le Welsh ne sont pas admises. Les Welara sont employés dans bon nombre de disciplines d'équitation.

## Histoire

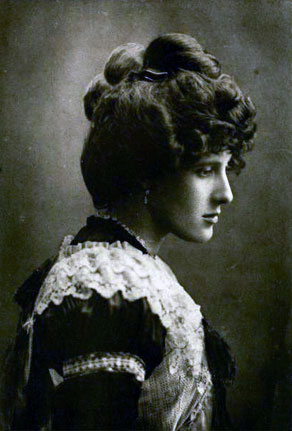
Lady Wentworth est la première éleveuse de Welara.

Comme le poney des Amériques, le Welara fait partie des races de poneys récentes issues de croisements, qui ont connu beaucoup d'évolutions durant la seconde moitié du XXe siècle.
Bien que les Américains revendiquent parfois sa paternité, les croisements entre des poneys Welsh et des chevaux Arabes ont commencé dans le Sussex, en Angleterre, au début des années 1900. Lady Wentworth est considérée comme étant à l'origine de ces croisements, qu'elle pratique dans son élevage de Crabbet Arabian Stud. Le but est d'allier les qualités de ses deux races favorites : elle écrit en effet, dans son ouvrage Horses in the making, que ce croisement donnera « the best ponies in the world », soit « les meilleurs poneys du monde ». Il s'agit aussi pour elle de faire « grandir » le poney Welsh.
Lady Wentworth possède un élevage de chevaux arabes comprenant en particulier le célèbre Skowronek (1909–1930), un étalon polonais. Ses juments Welsh proviennent du nord du pays de Galles, surtout du haras de Coed Coch,. Elle commence à les importer au début des années 1920 et son programme d'élevage débute réellement en 1922. D'autres éleveurs d'Angleterre rejoignent sa démarche de création de race, bien qu'à cette époque leur intention ne soit pas d'en créer une. Le croisement Welsh/Arabe prend le nom de Welara.

Les races à l'origine du Welara
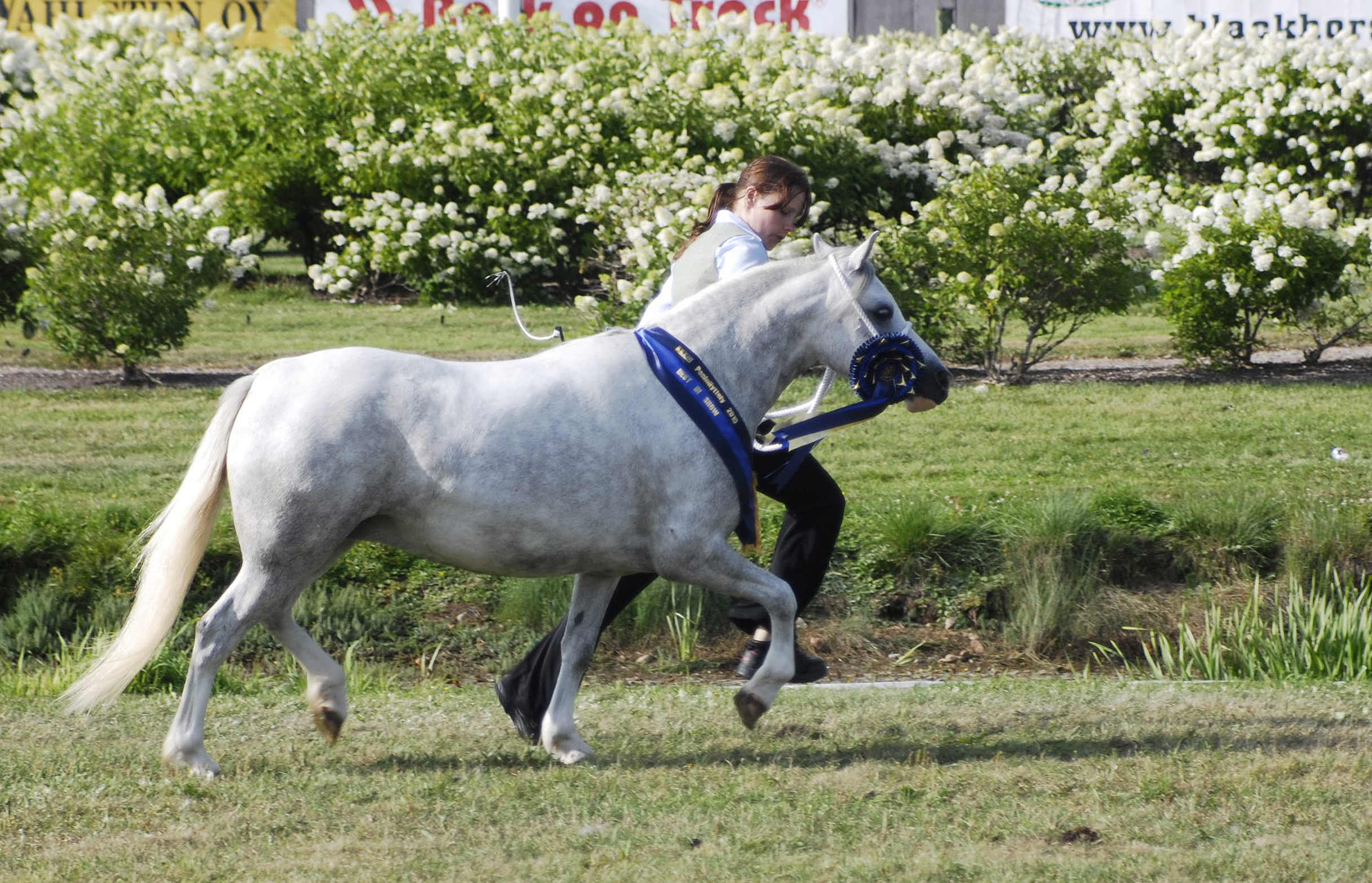
Welsh (ici, une section A)
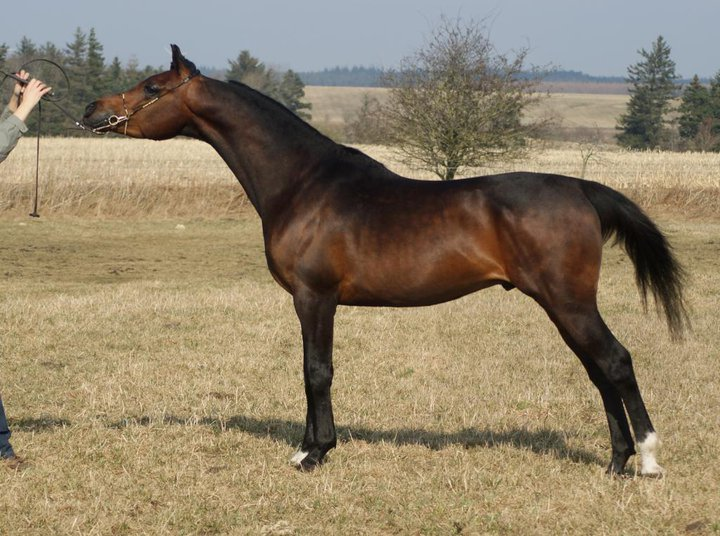
Arabe

La race est exportée et gagne en popularité en Californie du Sud ; un registre généalogique, nommé American Welara Pony Registry, est donc créé aux États-Unis le 15 janvier 1981, pour la développer et la promouvoir. Le studbook est publié, et le pedigree de chaque Welara collecté et préservé.

## Description

### Morphologie et robe
La taille souhaitée est de 1,35 m à 1,50 m pour les juments et de 1,42 m à 1,52 m pour les étalons. Pour être enregistré chez la race, tout Welara doit lui-même toiser entre 1,17 m et 1,52 m. Les croisements avec les différents types de poneys Welsh (il en existe quatre sections, A, B, C et D) tendent à donner différents types de Welara. Les croisements avec les Welshs A, les plus petits, donnent des poneys toisant généralement moins de 1,32 m. Ceux issus de Welsh B, généralement de 1,32 m à 1,37 m. Les croisements avec le Welsh C, de 1,37 m à 1,47 m généralement, sont des poneys plus lourds, parfois porteurs de fanons au bas des jambes, bien qu'ils montrent toujours le raffinement propre à leurs ancêtres arabes. La section D donne des poneys de 1,42 m à 1,52 m.
Toutes les couleurs de robe autres que le tacheté sont autorisées à l'enregistrement. Les poneys de sport Welara peuvent être de n'importe quelle robe ou taille, sans les restrictions des Welara de race pure. Le mélange entre sang arabe et gallois donne du raffinement à la race, de l'intelligence et de la rusticité, ainsi qu'un bon mouvement. La tête est petite et légèrement concave, l'encolure est arquée, et sujette à avoir la même forme que celle des étalons de toutes races. Les épaules et la croupe sont longues, et le dos court.

### Sélection
Seuls les sangs Welsh et arabe sont autorisés pour l'élevage en race pure, et tous les poneys enregistrés doivent posséder au moins 1/8, sans excéder 7/8, du sang de chaque race. Les poneys de sport Welara peuvent aussi y être enregistrés, quand ils ont au moins 50 % de sang Welara et des ancêtres d'autres races, souvent du Pur-sang. L’American Welara Pony Registry enregistre aussi des chevaux de pure race Welsh et Arabe, en réserve d'élevage.

## Utilisations
Les Welaras sont principalement utilisés dans les différentes disciplines de monte à l'anglaise, en particulier en équitation hunter. Ils sont également performants en saut d'obstacles, concours complet d'équitation, attelage de loisir, et en équitation d'extérieur de manière générale. Les croisements Welara/Pur Sang sont populaires pour les compétitions de hunter.
Les croisements issus de Welshs A sont employés à l'équitation des plus jeunes enfants, ou comme poneys d'attelage léger. Ceux issus de Welsh B font de bonnes montures d'équitation pour les enfants un peu plus âgés et les jeunes adultes, ainsi que des poneys d'attelage un peu plus lourds. Les Welara issus de Welsh C et D sont aptes à porter des adultes, et à la majorité des disciplines d'équitation.

## Diffusion de l'élevage
En 2005, le registre de la race compte environ 1 500 poneys en Amérique du Nord, pour 100 nouvelles naissances annuelles. De nos jours, le Welara n'est reconnu qu'aux États-Unis, où il forme l'une des races de poneys les plus populaires du pays.